# Cochlearia danica
Cochlearia danica — вид квіткових рослин з родини капустяних (Brassicaceae). Ареал: Європа (Естонія, Бельгія, Данія, Фінляндія, Франція, Німеччина, Велика Британія, Ірландія, Нідерланди, Норвегія, Португалія, Іспанія, Швеція, Швейцарія); натуралізований чи інтродукований: Польща, Австрія, Чехія, Угорщина.

## Екологія
Росте на піщаних і скелястих узбережжях, у місцях скупчення птахів, світлолюбна, добре переносить засолення. Зустрічається вторинно вздовж солоних доріг

## Біоморфологічна характеристика
Однорічна або дворічна гола трав'яниста рослина, у цвітінні 3–15 см заввишки, у плодах до 30 см. Стебло від лежачого до прямовисного, розгалужене, прикореневі листки у розетці, довгочерешкові, лопаті ниркоподібні, широкотрикутні, 3–10(15) мм завдовжки і 4–12(20) мм завширшки, злегка м'ясисті, при основі серцеподібні або округлі, цілокраї, листки стебла короткочерешкові, верхні іноді сидячі, яйцеподібні дрібно крупнозубчасті. Суцвіття — китиця 1—5(8) см завдовжки, спочатку згорнута, у міру дозрівання плодів подовжується. Квітки чотиричленні. Чашолистки випростані, часто пурпурові. Пелюстки білі, рожеві або пурпуруваті, короткокігтеві, тичинок шість. Стручки яйцеподібні, еліпсоїдні або майже кулясті, роздуті, широкорозділені. Насіння дрібне, горбкувате. Цвіте з лютого по травень. 2n = 42.